# Снаткина, Анна Алексеевна
А́нна Алексе́евна Сна́ткина (род. 13 июля 1983, Москва) — российская актриса театра, кино, телевидения и озвучивания, певица. Заслуженная артистка Российской Федерации (2025).

## Биография

### Ранние годы
Родилась в Москве 13 июля 1983 года в семье потомственных авиастроителей. Училась в школе № 1747. Родители Елена Михайловна Снаткина и Алексей Владимирович Снаткин окончили Московский авиационный институт. Отец являлся одним из конструкторов летательного аппарата «Буран», мать работает в МАИ.
В четыре года родители отдали Аню в секцию спортивной гимнастики, потом она перешла в секцию спортивной аэробики. В общей сложности спорту было отдано 13 лет. Стала обладателем первого взрослого разряда по гимнастике и мастером спорта по спортивной аэробике.
В 2004 году окончила ВГИК (мастерская В. М. Соломина).

### Карьера
В 2007 году в паре с Евгением Григоровым заняла первое место в телешоу «Танцы со звёздами 2».
В сентябре 2011 года заняла 71 место в рейтинге «100 самых сексуальных женщин страны» журнала Maxim.
С 2018 года — актриса Московского Губернского театра.

### Общественная деятельность
В 2016 году выдвигалась в кандидаты Госдумы РФ 7-го созыва от «Единой России» по региональной группе «Москва» номером 18, но не прошла.

### Личная жизнь
12 октября 2012 года Анна Снаткина вышла замуж за петербургского актёра и шоумена Виктора Васильева (род. 1975). Свадьба проходила в условиях полной секретности в Летнем дворце в Санкт-Петербурге, на ней присутствовали только близкие родственники и друзья.
18 апреля 2013 года у пары родилась дочь Вероника.

## Награды
- Заслуженная артистка Российской Федерации (1 февраля 2025 года) — за вклад в развитие отечественной культуры и искусства, многолетнюю плодотворную деятельность[3].
- Обладательница двух государственных медалей и премии «Золотой Витязь».
- Диплом «За лучшую главную женскую роль» в категории «Детские фильмы» на XXV кинофестивале «Золотой Витязь» (2016) за роль в фильме «Снежная королева и её тайна»[4].

## Творчество

### Роли в театре
Некоторые театральные роли Анны Снаткиной:
- 2008 — «Летучая мышь» (Николай Эрдман, Михаил Вольпин по оперетте Иоганна Штрауса, реж. Рената Сотириади) — Розалинда
- 2011 — «Коварство и любовь» (по мотивам пьесы Фридриха Шиллера, реж. Нина Чусова) — Луиза Миллер

Московский губернский театр
- 2017 — «Приключения Фандорина» (по роману Бориса Акунина «Левиафан», реж. Татьяна Вдовиченко) — Рената Клебер
- 2019 — «На всякого мудреца довольно простоты» (по комедии Александра Островского, реж. постановки Олег Табаков, реж. возобновлённой версии Сергей Безруков) — Клеопатра Львовна Мамаева
- 2021 — «Пушкин» (реж. Сергей Безруков) — Натали Гончарова
- 2021 — «Безымянная звезда» (по мотивам пьесы Михаила Себастьяна, реж. Александр Созонов) — Мона

### Фильмография
— главная роль

| Год       |   | Название                                | Роль                                                                  |
| --------- | - | --------------------------------------- | --------------------------------------------------------------------- |
| 2003      | с | Участок                                 | Нина Стасова, возлюбленная Вадика, сестра Володьки                    |
| 2004      | с | Боец                                    | Виктория Павловна Варшавская, жена Паладина, врач военного госпиталя. |
| 2004      | с | Московская сага                         | Ёлка Китайгородская (дочь Нины Градовой и Саввы Китайгородского)      |
| 2005      | с | Аэропорт                                | Маша Снегирёва, беженка из Душанбе                                    |
| 2005      | с | Есенин                                  | Великая княжна Татьяна                                                |
| 2005      | ф | Нечаянная радость                       | Светлана                                                              |
| 2005      | с | Я не вернусь                            | Катя и Маша Веселовы, близнецы                                        |
| 2005—2007 | с | Обречённая стать звездой                | Женя Азарина                                                          |
| 2006      | с | Аэропорт 2                              | Маша Снегирёва, менеджер                                              |
| 2006      | с | Вызов                                   | Катя Гаевская, модель                                                 |
| 2006      | с | Заколдованный участок                   | Нина Стасова                                                          |
| 2006      | ф | Пушкин. Последняя дуэль                 | Наталья Гончарова                                                     |
| 2006      | ф | Туда, где живёт счастье                 | Виктория                                                              |
| 2007      | с | Диверсант 2: Конец войны                | Аня                                                                   |
| 2007      | с | Одна любовь души моей                   | Наталья Гончарова                                                     |
| 2007      | ф | Снегурочка для взрослого сына           | Наташа                                                                |
| 2007—2008 | с | Татьянин день                           | Татьяна Разбежкина / Никифорова                                       |
| 2008      | с | Общая терапия                           | Анна Николаевна Лазарева                                              |
| 2009      | с | Десантура                               | Юлия                                                                  |
| 2009      | ф | Летом я предпочитаю свадьбу             | Катя Савина                                                           |
| 2009      | ф | Малахольная                             | Надя Стеняева                                                         |
| 2009      | ф | Правосудие волков                       | подруга Альфреда                                                      |
| 2009      | с | Сорок третий номер                      | Кира / Веста                                                          |
| 2010      | ф | Варвара 3D                              | Варвара                                                               |
| 2010      | с | Вера, Надежда, Любовь                   | Зоя, дочь Оксаны                                                      |
| 2010      | ф | Когда на юг улетят журавли              | Виола                                                                 |
| 2010      | с | На солнечной стороне улицы              | Катя Щеглова                                                          |
| 2010      | с | Общая терапия 2                         | Анна Лазарева                                                         |
| 2011      | с | Записки экспедитора Тайной канцелярии 2 | Анастасия Воронцова                                                   |
| 2011      | с | Русская наследница                      | Катя Щебетина                                                         |
| 2012      | с | Моя большая семья                       | Наталья                                                               |
| 2012—2013 | с | Не плачь по мне, Аргентина!             | Света Соловьёва                                                       |
| 2013      | с | Эффект Богарне                          | Анечка / крепостная Анна                                              |
| 2013      | ф | Процесс                                 | Екатерина Логинова                                                    |
| 2013      | ф | Спасти или уничтожить                   | Анна Лаврова, сержант-радист                                          |
| 2013      | ф | Убить Дрозда                            | Жанна Дрозд                                                           |
| 2013      | ф | Тайна Снежной Королевы                  | Снежная Королева                                                      |
| 2015      | с | Полицейский участок                     | Полина Фомина                                                         |
| 2015      | ф | Снайпер. Последний выстрел              | Мари                                                                  |
| 2017      | с | Плакучая ива                            | Мария Шувалова                                                        |
| 2017      | с | Исчезнувшая                             | Катя Савельева / Лидия Пашкова                                        |
| 2019      | с | Коп                                     | Василиса Андреевна Вихрева, капитан СК РФ                             |
| 2019      | с | Галка и Гамаюн                          | Юлия Гамаюн, младший лейтенант полиции                                |
| 2019      | с | Отчаянные                               | Ольга Александровна Копылова                                          |
| 2019      | с | Барс                                    | Мария Королёва                                                        |
| 2021      | ф | Новая жизнь Маши Солёновой              | Маша (Мария Петровна) Солёнова                                        |
| 2021      | с | Хозяйка горы                            | Алёна Кошкина-Гончарова                                               |
| 2021      | с | Криминальный доктор                     | Мария Александровна Кузнецова                                         |
| 2022      | ф | Обратный билет                          | снималась                                                             |
| 2022      | с | Операция «Валькирия»                    | майор МГБ Серёгина                                                    |
| 2022      | с | Два холма                               | Елена Зоевна                                                          |
| 2022      | с | Обоюдное согласие                       | Катя                                                                  |
| 2023      | с | Фишер                                   | Мария Мальцева                                                        |
| 2023      | с | Актрисы                                 | Лера Стрелова                                                         |
| 2023      | с | Секс. До и после                        | Олеся (1 серия)                                                       |
| 2024      | с | Тётя Марта                              | Нелли, телепродюсер (2 сезон)                                         |
| 2024      | с | Бедные смеются, богатые плачут          | Женя, вторая жена Сергея                                              |
| 2024      | с | Дети перемен                            | Марина, мама Родиона                                                  |
| 2025      | с | Александр I                             | Готье                                                                 |

### Озвучивание
- 2006 — Аэропорт 2: 4 серия «Пари» — Екатерина, цветочница (роль актрисы Светланы Павловой)
- 2009 — Наша Маша и волшебный орех — Наша Маша

### Вокал
- 2005 — «В капельке росы» (саундтрек к сериалу «Я не вернусь») (муз. С. Аргату. сл. С.Каргашин)
- 2005 — «Я не вернусь» (дуэт с Юрием Алябовым) (саундтрек к сериалу «Я не вернусь») (муз. и сл. Ю. Алябов)
- 2008 — «Пошлю его на…» (дуэт с Натальей Рудовой) (муз. и сл. В. Смирнова)
- 2009 — «Рэп друзей» (саундтрек к м/ф «Наша Маша и Волшебный орех» (муз. М. Эрман, сл. А. Потапенко)

### Съёмки в клипах
- 2004 — участие в клипе Витаса «Поцелуй длиною в вечность»
- 2016 — участие в клипе KOD7 «Маяк» (Режиссёр: Виктор Вилкс)
- 2020 — участие в клипе Николая Баскова «Любовь бессмертна»

### Реклама
- 2008 — ТМ «Чёрный жемчуг» — Реклама косметики
- 2009 — ТМ «Чёрный жемчуг» — Реклама косметики
- 2010 — ТМ «Чёрный жемчуг» — Реклама косметики
- 2023 — ТМ «Эйфа АЦ» — Реклама лекарства